# Włodzimierz Kalinowski
Włodzimierz Kalinowski (be-x-old: Уладзімер Сямёнавіч Каліноўскі, be: Уладзімір Сямёнавіч Каліноўскі, Uładzimir Kalinouski; ur. 6, 16 lub 18 czerwca 1889 w Barankach (powiat brzeski) lub Wołkowysku, zm. prawdopodobnie w 1940 w Starobielsku) – działacz społeczny i polityk białoruski, prawnik i historyk, poseł na Sejm I kadencji w latach 1922–1923.

## Życiorys
Syn felczera Siemiona i Olimpii. Ukończył gimnazjum w Grodnie w 1910 r. oraz prawo na Uniwersytecie Petersburskim w 1914 r. studiował również na Akademii Wschodniej oraz w Instytucie Archeologicznym w Petersburgu. Następnie pracował w petersburskim sądzie. W czasie I wojny światowej był członkiem piotrogrodzkiego oddziału Białoruskiego Komitetu Pomocy Ofiarom Wojny. Po rewolucji październikowej został kierownikiem oddziału organizacyjno-instruktorskiego Ludowego Komisariatu Aprowizacji. W lipcu 1921 r. powrócił do Wołkowyska jako repatriant i otworzył praktykę adwokacką.
W 1922 r. wszedł do Sejmu z listy Bloku Mniejszości Narodowych RP w okręgu wyborczym nr 5 (Białystok). Został członkiem Koła Białoruskiego w BMN RP oraz członkiem komisji administracyjnej. Wyrokiem sądu z 23 czerwca 1923 r. Kalinowskiego został pozbawiony mandatu poselskiego, ponieważ nie posiadał polskiego obywatelstwa. W lipcu 1923 r. został aresztowany, a następnie wydalony z Polski.
Od grudnia 1923 r. przebywał w Mińsku. Od lutego 1924 r. do lipca 1925 r. sekretarz i radca prawny przy Białoruskim Instytucie Rolniczym. W l. 1925–1927 na różnych stanowiskach przy Centralnym Komitecie Wykonawczym Białoruskiej SRR. Od 1 października 1927 r. do 1 września 1929 r. docent w katedrze historii polskiej kultury na wydziale pedagogicznym Białoruskiego Uniwersytetu Państwowego.
Współpracował z czasopismami „Sowietskaja Biełorussija”, „Zwiazda” i in.
Dalsze losy Włodzimierza Kalinowskiego nie są znane.